# Ronde van Italië 2024/Eerste etappe
De eerste etappe van de Ronde van Italië 2024 vond plaats op 4 mei. Deze etappe werd gewonnen door Jhonatan Narváez die hiermee zijn tweede etappezege boekte in de Giro.

## Koersverloop
De vroege vlucht van deze etappe bestond uit zes renners waaronder twee Italianen; Filippo Fiorelli en Andrea Pietrobon. Daarnaast waren er drie Fransen; Lilian Calmejane, Louis Barré en Nicolas Debeaumarché en de Eritrëer Amanuel Gebreigzabhier bij aanwezig. Gebreghzabhier en Calmejane hielden het langste stand.
Op vijftien kilometer voor de aankomst plaatste Maximilian Schachmann een aanval, enkele renners volgden maar Nicola Conci bleek de slimste en hij begon als eerste aan de kleine, venijnige, klim die deze etappe afsloot. Pogačar trok op deze klim ten aanval en kon bijval vinden van Jhonatan Narváez en Schachmann. Het drietal bleef tot aan de finish samen, in deze sprint trok de Narváez aan het langste eind en won hiermee zijn tweede etappe in de Ronde van Italië. Tevens nam hij de eerste leiderstrui in handen.

## Uitslagen
| Venaria Reale - Turijn (143 km) |                       |                                 |          |
| Plaats                          | Naam                  | Ploeg                           | tijd     |
| Winnaar                         | Jhonatan Narváez      | INEOS Grenadiers                | 3u14'23" |
| 2                               | Maximilian Schachmann | BORA-hansgrohe                  | z.t.     |
| 3                               | Tadej Pogačar         | UAE Team Emirates               | z.t.     |
| 4                               | Alex Baudin           | Decathlon AG2R La Mondiale Team | + 6"     |
| 5                               | Nicola Conci          | Alpecin-Deceuninck              | + 10"    |
| 6                               | Quinten Hermans       | Alpecin-Deceuninck              | z.t.     |
| 7                               | Mauri Vansevenant     | Soudal Quick-Step               | z.t.     |
| 8                               | Antonio Tiberi        | Bahrain-Victorious              | z.t.     |
| 9                               | Attila Valter         | Team Visma-Lease a Bike         | z.t.     |
| 10                              | Geraint Thomas        | INEOS Grenadiers                | z.t.     |

| Algemeen klassement |                       |                                 |          |
| Plaats              | Naam                  | Ploeg                           | Tijd     |
| Roze trui           | Jhonatan Narváez      | INEOS Grenadiers                | 3u14'23" |
| 2                   | Maximilian Schachmann | BORA-hansgrohe                  | + 3"     |
| 3                   | Tadej Pogačar         | UAE Team Emirates               | + 6"     |
| 4                   | Alex Baudin           | Decathlon AG2R La Mondiale Team | + 16"    |
| 5                   | Damiano Caruso        | Bahrain-Victorious              | + 17"    |
| 6                   | Nicola Conci          | Alpecin-Deceuninck              | + 18"    |
| 7                   | Quinten Hermans       | Alpecin-Deceuninck              | + 20"    |
| 8                   | Mauri Vansevenant     | Soudal Quick-Step               | z.t.     |
| 9                   | Antonio Tiberi        | Bahrain-Victorious              | z.t.     |
| 10                  | Attila Valter         | Team Visma-Lease a Bike         | z.t.     |

1e etappe ·
2e etappe ·
3e etappe ·
4e etappe ·
5e etappe ·
6e etappe ·
7e etappe ·
8e etappe ·
9e etappe ·
10e etappe ·
11e etappe ·
12e etappe ·
13e etappe ·
14e etappe ·
15e etappe ·
16e etappe ·
17e etappe ·
18e etappe ·
19e etappe ·
20e etappe ·
21e etappe
Startlijst · Eindstanden · Afbeeldingen